# Fingal (ort)
Fingal är en ort i Australien. Den ligger i kommunen Break O'Day och delstaten Tasmanien, i den sydöstra delen av landet, omkring 150 kilometer norr om delstatshuvudstaden Hobart. Antalet invånare är 448.
Trakten runt Fingal är nära nog obefolkad, med mindre än två invånare per kvadratkilometer.. Närmaste större samhälle är Saint Marys, omkring 19 kilometer öster om Fingal. 
I omgivningarna runt Fingal växer i huvudsak städsegrön lövskog. Genomsnittlig årsnederbörd är 846 millimeter. Den regnigaste månaden är november, med i genomsnitt 122 mm nederbörd, och den torraste är januari, med 42 mm nederbörd.